# Il mammasantissima
Il mammasantissima è un film italiano del 1979 diretto da Alfonso Brescia.

## Trama
Don Vincenzo Tramontano è un capo rione molto amato perché amministra i quartieri di Napoli secondo il suo codice morale, dalla parte dei deboli e contro i prepotenti e i camorristi. Oltre a ciò, gestisce il contrabbando delle sigarette. Un giorno, una coppia di sposini vessata da Salvatore Bufalo, un tenitore di banco dei pegni che pratica interessi usurai ed è solito intimidire i clienti insolventi con minacce di vario genere, si rivolge a Don Vincenzo che, compresa la meschinità di Bufalo, affronta i guardaspalle dell'usuraio e lo deride in piazza, tra l'applauso dei presenti, sfiniti dalle angherie dell'uomo.
Un nemico di Don Vincenzo, un altro contrabbandiere noto come l'Avvocato, saputo del rancore di Bufalo rispetto al suo antagonista in affari, decide di istigarlo alla vendetta, per fare arrestare Tramontano e al tempo stesso estrometterlo dal mercato del contrabbando. Bufalo denuncia al commissario Negroni le minacce di Don Vincenzo e, successivamente al fallito tentativo degli scagnozzi dell'Avvocato di soffiargli un carico di merce da cinquanta milioni, per colpirlo nell'onore ne rapisce e violenta la figlia Maria, facendola morire, scatenando così l'ira di Don Vincenzo che compirà la sua vendetta, uccidendo sia l'Avvocato che Bufalo.
L'uomo viene arrestato per il doppio omicidio, tra le lacrime della folla che conosceva i motivi che hanno spinto Don Vincenzo a reagire in modo così violento. Alcuni ragazzini, che consideravano Don Vincenzo una sorta di modello, vedendolo tratto in arresto, decidono di accettare il consiglio dell'uomo, ossia studiare e trovare un lavoro onesto poiché la vita del Mammasantissima può condurre solo al carcere o alla morte.